# Xanthopimpla quadrinotata
Xanthopimpla quadrinotata är en stekelart som beskrevs av Krieger 1915. Xanthopimpla quadrinotata ingår i släktet Xanthopimpla och familjen brokparasitsteklar. Inga underarter finns listade i Catalogue of Life.